# Judah & the Lion
Judah & the Lion è un duo musicale statunitense formatosi nel 2011. È attualmente costituito dai musicisti Judah Akers e Brian Macdonald.

## Storia del gruppo
Judah & the Lion si sono fatti conoscere col brano Take It All Back, certificato platino dalla Recording Industry Association of America e uno dei principali successi rock del 2016 secondo Billboard.
Hanno vinto l'iHeartRadio Music Award al miglior nuovo artista rock/alternativo del 2018. Pep Talks (2019) è stato il loro primo progetto in studio a raggiungere la top twenty della Billboard 200.

## Formazione
Attuale
- Judah Akers
- Brian Macdonald

Ex componenti
- Spencer Cross
- Nate Zuercher

## Discografia

### Album in studio
- 2014 – Kids These Days
- 2016 – Folk Hop n' Roll
- 2019 – Pep Talks
- 2022 – Revival
- 2024 – The Process

### Album dal vivo
- 2020 – Pep Talks Live

### EP
- 2013 – Sweet Tennessee
- 2015 – Judah & the Lion on Audiotree Live
- 2020 – Pep Talks Remix EP

### Singoli
- 2017 – Only to Be with You
- 2017 – Take It All Back
- 2018 – Going to Mars
- 2019 – Pictures (feat. Kacey Musgraves)
- 2019 – Alright
- 2020 – Beautiful Anyway
- 2020 – Human/Best Is Yet to Come
- 2021 – Spirit
- 2021 – Help Me to Feel Again
- 2021 – Find Another Reason Why
- 2022 – Take a Walk
- 2022 – Scream! (Shhh)
- 2023 – Heart Medicine
- 2023 – Only Want the Best
- 2023 – Son of a Gun/Starting Over
- 2023 – Leave It Better than You Found It
- 2024 – Measure of a Man (feat. Joseph)
- 2024 – Body & Soul
- 2024 – New Tattoo